# Fly (řeka)
Fly (anglicky Fly River) je řeka na ostrově Nová Guinea v Papui Nové Guineji. Je to největší řeka v Oceánii, v ústí měří na šířku 90 km. Částečně také tvoří státní hranici s Indonésií (Papua). Je dlouhá 1273 km. Povodí má rozlohu 76 000 km². Pojmenována byla podle své objevitelky, britské šalupy HMS Fly.

## Průběh toku
Pramení na svazích pohoří Central Range a teče na převážně na jih. Ústí do zálivu Papua Korálového moře, přičemž vytváří estuár.

## Vodní režim
Průměrný roční průtok je 4450 m³/s. Nejvodnější je od prosince do dubna a naopak nejméně vodná od června do srpna.

## Využití
Vodní doprava je možná do vzdálenosti 300 km od ústí.